# Конрад фон Гаттштайн
Конрад (Куно) фон Гаттштайн (*Konrad von Hattstein , д/н —після 1303) — 16-й магістр Лівонського ордену в 1288—1290 роках.

## Життєпис
Походив з гессенського шляхетського роду Гаттштайнів, васалів графів Діц. Народився у родинному замку Гаттштайн. Замолоду перебрався до Тевтонського ордену. 1275 року стає комтуром Нотангії (до 1278 року). 1283 року призначено комтуром Торна, а вже 1284 року — Ельблонгу.
У 1288 році очолив Лівонський орден. Спрямував зусилля на підкорення Земгалії. Своєю базою обрав Курляндію. Звідси на чолі шеститисячного війська рушив проти земгальських вождів. У відповідь останні здійснили похід проти Дерптського єпископства. Втім до 1290 року Конрад фон Гаттштайн підкорив усю Земгалію, знищивши укріплення Доблен, Терветен, Раттен, Соддоберн. Земгали, що не бажали коритися Ордену, переселилися до Литви.
У 1290 році залишив посаду ландмейстера Лівонського ордену, перебравшись до Пруссії. 1296 року стає комтуром Бранденбургу. На цій посаді перебував до 1303 року. Подальша доля Гаттштайна невідома.